# David Chavchavadze
David Chavchavadze (prince Chavchavadze) est né le 20 mai 1924 à Londres, au Royaume-Uni, et mort le 5 octobre 2014. C’est un écrivain et un officier des renseignements américains d’origine russo-géorgienne.

## Famille
David est le fils unique du prince géorgien Paul Chavchavadze (1899-1971) et de son épouse la grande-duchesse Nina Gueorguievna de Russie (1901-1974).
Par son père, le prince appartient à une puissante famille géorgienne connue depuis le XVe siècle tandis que, par sa mère, il est le petit-fils du grand-duc Georges Mikhaïlovitch de Russie (1863-1919) et de la princesse Marie de Grèce (1876-1940). David Chavchavadze appartient d’ailleurs à l’association de la famille Romanov.

## Biographie
Né en exil quelques années après le massacre de la famille impériale russe, le prince David Chavchavadze part très tôt vivre avec ses parents aux États-Unis.
En 1943, il intègre l’armée américaine et sert comme officier de liaison entre l’US Air force et l’Union soviétique. Après la guerre, il intègre la CIA, pour laquelle il travaille durant vingt ans comme officier dans la division consacrée à l’URSS.
Une fois retraité, le prince marche dans les pas de son père, écrivain et traducteur d’œuvres géorgiennes en anglais. Se spécialisant dans les recherches consacrées aux Romanov, il publie son premier livre d’histoire en 1989. Plus tard, le prince entreprend également la traduction d’œuvres de l’auteur russe Sandji B. Balykov.

## Publications
- The Vlassov movement: Soviet citizens who served on the German side, 1941-1945, Yale University, 1950.
- The Grand Dukes, Hardcover, 1989.
- Crowns and Trenchcoats: A Russian Prince in the CIA, Hardcover, 1989.
- « The artistic legacy of two grandmothers » dans Royalty magazine, p. 54-61.

## Nécrologie
- (en) « Prince David Chavchavadze - obituary », The Daily Telegraph,‎ 30 décembre 2016 (lire en ligne)